# المتلازمة التالية لبضع التأمور
المتلازمة التالية لبضع التأمور، متلازمة طبية تشير إلى ظاهرة مناعية تحدث بعد أيام إلى شهور (عادة من 1 إلى 6 أسابيع) من البضع الجراحي للتأمور (الأغشية المغلفة لقلب الإنسان). قد يحدث البي بي إس أيضًا بعد رض أو ثقب في البُنى القلبية أو الجنبية (مثل طلقة أو جرح طعني)، أو بعد التدخل التاجي عن طريق الجلد (مثل وضع الدعامة بعد احتشاء عضلة القلب أو النوبة القلبية)، أو بسبب جهاز ناظم الخطا القلبي أو توضع سلك ناظم الخطا القلبي.

## العلامات والأعراض
تشمل العلامات النموذجية للمتلازمة التالية لبضع التأمور الحمى والتهاب الجنبة (مع احتمال حدوث انصباب جنبي)، والتهاب التأمور (مع احتمال حدوث انصباب التأمور)، والارتشاح الرئوي العارض ولكنه نادر، والتعب. يمكن أيضًا ملاحظة السعال أو التهاب الجنب أو الألم الصدري خلف القص وآلام المفاصل وانخفاض إشباع الأكسجين في بعض الحالات.
تشمل العلامات الأخرى التهاب المفاصل، ويترافق مع حدوث حبرات على الجلد والحنك.

### المضاعفات
تشمل المضاعفات التهاب غشاء التأمور، والانصباب التأموري، والتهاب الجنبة، والارتشاح الرئوي، والاندحاس التأموري نادرًا. يعد الاندحاس القلبي أكثر هذه المضاعفات تهديدًا للحياة. يزيد السائل التأموري من الضغط داخل التأمور وبالتالي يمنع التوسع التام للأذينتين والبطينين عند الانبساط. ينتج عن هذا الأمر تساوي الضغط في حجرات القلب الأربع، ويؤدي إلى ظهور الأعراض العامة للاندحاس وهي النبض التناقضي، وثالوث بيك الذي يشمل انخفاض ضغط الدم، وخفوت أصوات القلب، وارتفاع ضغط الوريد الوداجي، كما تظهر علامات على تخطيط كهربائية القلب أو جهاز هولتر (جهاز ضغط القلب الكهربائي) مثل التناوب الكهربائي. جسديًا، حين يتطور المرض إلى مرحلة الاندحاس التأموري الحاد يعاني المريض من تبلد الإحساس، وتغير الحالة العقلية والخمول. إذا تُركت الحالة دون علاج، يؤدي الانخفاض الحاد في النتاج القلبي، والانهيار الوعائي، ونقص تدفق الدم إلى الجسم بما في ذلك إلى الدماغ إلى الموت.

## نشوء المرض
يعتقد أن السبب يعود إلى رد فعل المناعة الذاتية ضد أنسجة القلب التالفة. تعزز الاستجابة الممتازة للعلاج المثبط للمناعة (الستيرويد) هذه الفرضية.
تعد الحالة مرضًا حمويًا ينتج عن مهاجمة المناعة لغشاء الجنب والتأمور. يُعتقد أن دور المناعة الخلوية المتواسطة بالخلايا التائية المساعدة والخلايا التائية القاتلة مهم في حدوث هذه الحالة. يُحتمل أيضًا أن يعود المرض إلى تكوين أجسام مضادة للقلب بطريقة مجهولة، أو إلى التفاعل المتصالب الموافق للأجسام المضادة المنتجة ضد المستضدات الفيروسية، ومع ذلك يعد الافتراض الأخير غير موثوق أو معتمد تمامًا بسبب الدراسات المتناقضة.

## التشخيص
قد تظهر الأشعة السينية للصدر الانصباب الجنبي، أو الارتشاح الرئوي، أو الانصباب التأموري.
يمكن أن يصغي الطبيب خلال الفحص الطبي إلى صوت الاحتكاك التأموري الذي يشير إلى التهاب التأمور. يمكن أن يكشف إصغاء الرئتين وجود كراكر تشير إلى الارتشاح الرئوي، وقد يشعر المريض بألم صدري خلف القص/التهاب الجنبة يسوء عند الشهيق (سحب الهواء). قد يعاني المريض أيضًا من التعرق والهياج أو القلق.

## العلاج

### الكولشيسين
استُخدم الكولشيسين استخدامًا فعالًا للوقاية من التهاب التأمور والالتهاب التالي لجراحة التأمور. على الرغم من عدم وجود دواء حالي في السوق يقي من المتلازمة التالية لبضع التأمور، يبدو أن الكولشيسين يوفر طريقة فعالة وآمنة لعلاج التهاب التأمور عن طريق تقليل الالتهاب. يعد الكولشيسين منتجًا طبيعيًا يُستخرج من النباتات، وهو مستقلب ثانوي (مركب عضوي لا يرتبط مباشرة بالنمو والتطور لدى الكائن الحي).
يتداخل الكولشيسين مع العملية الالتهابية عن طريق تغيير عدة خطوات مهمة في المسار. تعد الأنابيب الدقيقة مكونات هيكلية للبنية الخلوية تتمدد وتتقلص لأداء وظائف الخلية المهمة. يرتبط الكولشيسين بالبيتا توبيولين ويشكل معقدات توبيولين-كولشيسين. تتداخل هذه المعقدات مع عملية تصنيع الأنابيب الدقيقة. يمكن لجرعات منخفضة من الكولشيسين أن تمنع تكون الأنابيب الدقيقة، في حين تزيل الجرعات العالية البلمرة أو تكسر البوليمر إلى مونومر (قيسمات أحادية). بالتالي تتأثر جميع العمليات التي تتضمن تغير الهيكل الخلوي، بما في ذلك الانقسام وحركة خلايا الدم البيضاء.
يقلل تعطيل الأنابيب الدقيقة من التصاق العدلات، وهي خطوة مهمة في العملية الالتهابية. تُستدعى العدلات إلى موقع الالتهاب المستهدف عبر إشارات من البطانة حيث تلتصق العدلات وتلعب دورًا في الاستجابة الالتهابية. يقلل الكولشيسين من التصاق العدلات عن طريق تقليل التعبير عن السيليكتينات، وهي عائلة من جزيئات الالتصاق الخلوية. بالإضافة إلى ذلك، يمنع الكولشيسين حركة الحبيبات والمواد والإنزيمات المسببة للالتهاب وإفرازها من العدلات، ما يؤثر تأثيرًا جمًا على العمليات الالتهابية داخل الجسم. يمكن أن يفسر التركيز العالي للكولشيسين داخل العدلات، والذي يقدر بنحو ستة عشر ضعفًا مقارنة بمستوياته في البلازما، تأثيراته العلاجية الإيجابية.
تتغير العديد من الوسائط الالتهابية لمساعدة العدلات أثناء الالتهاب، بما في ذلك عامل نخر الورم ألفا (تي إن إف ألفا). تساعد السيتوكينات في تحريض تفاعل المرحلة الحادة من الاستجابة الالتهابية. يمنع الكولشيسين إنتاج التي إن إف الفا من الخلايا البلعمية الكبيرة، ما يؤدي إلى التداخل في التفاعل بين التي إن إف الفا والعدلات. تُجرى الأبحاث حاليًا على العديد من تأثيرات الكولشيسين، وما تزال بعض جوانب هذا المستقلب غير مفهومة تمامًا.
ظهر أمل كبير في إمكانية استخدام الكولشيسين كتدبير وقائي أولي في علاج المتلازمة التالية لبضع التأمور بسبب آثاره المضادة للالتهاب. عند التجربة، أدى استخدام الكولشيسين حول الجراحة إلى تقليل حدوث المتلازمة التالية لبضع التأمور مقارنة مع الدواء الوهمي، ولكنه لم يؤثر على الرجفان الأذيني التالي للجراحة أو الانصباب التأموري/الجنبي بعد الجراحة. خفضت زيادة مخاطر الآثار المعدية المعوية الضارة من الفوائد المحتملة للكولشيسين. بالتالي من غير المرجح أن يكون الكولشيسين هو الطريقة المثلى لمنع حدوث هذه المشكلة.

## الوبائيات
تعد المتلازمة أكثر شيوعًا عند الأطفال، وغالبًا ما تحدث لدى المرضى الذين يخضعون لعمليات جراحية في القلب تتضمن فتح التأمور. تعتبر جراحة فتح مجرى جانبي للشريان التاجي سببًا شائعًا للمتلازمة.